# Leon Camier
Leon Camier, född 4 augusti 1986 i Ashford, är en brittisk roadracingförare. Camier har huvudsakligen tävlat i Superbike. Internationellt har han inte vunnit något, men han blev brittisk mästare i Supersport 2005 och brittisk mästare i Superbike 2009. 2014 var han anmäld att köra i MotoGP-klassen för team Came IodaRacing Project på en motorcykel av fabrikat ART (Aprilia). Iodaracing fick dock bara ihop pengar till en motorcykel och Camier blev utan. Senare på säsongen fick dock Camier köra MotoGP när han ersatte skadade Nicky Hayden i Aspar Racing under fyra Grand Prix.